# Tembeka Ngcukaitobi
Tembeka Nicolas Ngcukaitobi (Cala, Sudáfrica, 25 de diciembre de 1976) es un abogado y jurista sudafricano. Abogado del Colegio de Abogados de Johannesburgo desde agosto de 2010, obtuvo el estatus de Abogado Sénior o Abogado del Estado en febrero de 2020. Actualmente es miembro de la Comisión del Servicio Judicial y miembro a tiempo parcial del Tribunal de Competencia de la Comisión de Competencia.
Nacido en el antiguo bantustán de Transkei, Ngcukaitobi trabajó como secretario del juez Arthur Chaskalson en el Tribunal Constitucional de Sudáfrica. Pasó varios años como abogado de Bowman Gilfillan antes de unirse al colegio de abogados y a la unidad de litigio constitucional del Centro de Recursos Legales. Desde entonces, ha argumentado ante el Tribunal Constitucional en nombre de clientes como los Luchadores por la Libertad Económica, la Comisión Zondo y el presidente Cyril Ramaphosa. 
Además de su experiencia en los campos del derecho constitucional y público, tiene experiencia en derecho de competencia, derecho laboral y derecho agrario. Ha escrito dos libros sobre la problemática del despojo de tierras y la reforma agraria, The Land Is Ours (2018) y Land Matters (2021), y ha actuado como juez en el Tribunal Laboral, el Tribunal de Reclamaciones de Tierras y el Tribunal Superior de Sudáfrica.
Entre 2023 y 2024, trabajó como miembro del equipo legal sudafricano que defendió el caso de Sudáfrica contra Israel con respecto a la Convención sobre Genocidio.

## Biografía

### Infancia y estudios
Ngcukaitobi nació el 25 de diciembre de 1976 en Cala, en el antiguo bantustán de Transkei, ahora parte de la provincia del Cabo Oriental; aunque creció en el cercano pueblo de Lupapasi. Su madre, Nomsa, fue empleada doméstica, profesora en una escuela para discapacitados y luego enfermera y su padre, Gcinabantu Hutchinson, fue minero en Johannesburgo y luego secretario del Tribunal de Primera Instancia de Cofimvaba. Su hermano, Lulama Ngcukaitobi, se convirtió más tarde en un político destacado en el gobernante Congreso Nacional Africano. Su padre murió en un accidente en 1983 mientras estudiaba derecho en la Universidad de Sudáfrica, razón por la que Ngcukaitobi se interesó por el derecho como un medio para hacer «lo que mi padre no pudo hacer».
Asistió a la escuela secundaria Mantanzima en Cala, y luego, al no poder pagar la Universidad de Natal, estudió derecho con una beca en la Universidad de Transkei. Fue presidente del consejo representativo de estudiantes de la universidad en 1997 y se graduó con un BProc y una Licenciatura en Derecho (LLB) en 1999. Posteriormente completó sus estudios con dos máster en Derecho (LLM), uno en la Universidad de Rhodes y otro en la London School of Economics.

### Carrera en el derecho
Ngcukaitobi comenzó su carrera jurídica en la Clínica de Asistencia Jurídica de Mthatha y luego en el Centro de Recursos Jurídicos de Grahamstown. Recibió ofertas para trabajar como secretario del Tribunal Constitucional de Sudáfrica para tres jueces diferentes, Arthur Chaskalson, Sandile Ngcobo y Kate O'Regan; eligió trabajar como empleado de Chaskalson. Posteriormente, trabajó en Bowman Gilfillan, una firma de abogados con sede en Sandton, entre 2001 y 2010.
En agosto de 2010, fue admitido en el Colegio de Abogados de Johannesburgo como abogado del Tribunal Superior de Sudáfrica. Se desempeñó durante tres años como director de la unidad de litigio constitucional del Centro de Recursos Legales, durante este periodo trabajó con George Bizos como abogado de las familias de las víctimas de la masacre de Marikana. Durante la siguiente década, compareció ante el Tribunal Constitucional y frecuentemente ante el Tribunal de Apelación de la Competencia, el Tribunal Superior y el Tribunal Supremo de Apelaciones. Al principio de su carrera, con frecuencia se desempeñó como abogado júnior bajo Dali Mpofu, incluso en la campaña de Gareth Cliff para ser reinstalado como juez en el programa televisivo Idols en 2015 y en la campaña de la Alianza del Movimiento por el Cambio Democrático para anular los resultados de las elecciones de Zimbabue de 2018; El Sunday Times lo apodó «el Robin del Batman de Dali Mpofu».
En mayo de 2019, menos de una década después de su carrera como defensor (un período inusualmente corto), Ngcukaitobi anunció que había sido recomendado para el estatus de Abogado Sénior, que recibió debidamente a finales de febrero de 2020. Actualmente está adscrito al Grupo Duma Nokwe en el Colegio de Abogados de Johannesburgo.

## Casos prominentes
Saltó a la fama pública durante la presidencia de Jacob Zuma, cuando representó al partido opositor Luchadores por la Libertad Económica (EFF) en una serie de casos políticamente controvertidos, incluido un intento del Tribunal Superior de Pretoria de 2016 de obtener acceso al informe de Thuli Madonsela sobre la supuesta captura estatal. En 2017, en el caso Luchadores por la libertad económica vs Orador de la Asamblea Nacional, encabezó el exitoso intento de la EFF de que el Tribunal Constitucional ordenara al Presidente de la Asamblea Nacional que implementara otro de los informes de Madonsela, este sobre el escándalo de Nkandla. También en 2017, representó nuevamente a la EFF en el caso UDM contra Presidente de la Asamblea Nacional.

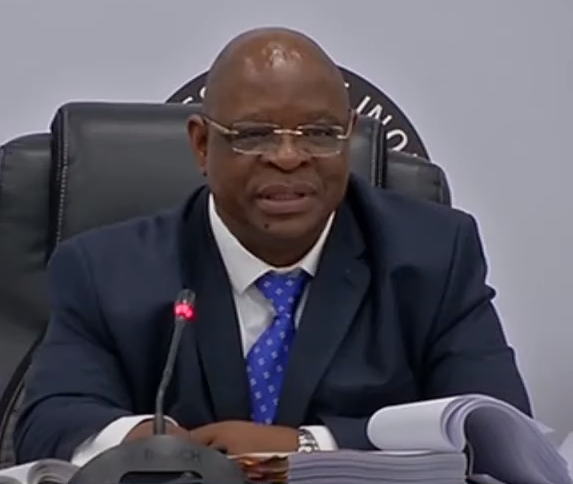
El vicepresidente del Tribunal Supremo, Raymond Zondo, encabezó la Comisión Judicial de Investigación sobre las acusaciones de captura estatal el 17 de mayo de 2019.

En octubre de 2019, el Departamento de Justicia anunció además que contrataría la asistencia de Ngcukaitobi y otros tres defensores principales —Wim Trengove, Ngwako Maenetje y Geoff Budlender— para orientar las investigaciones y los procesamientos estatales relacionados con la captura. Se pusieron a disposición cinco millones de rands para los honorarios legales de cada abogado. Un año después, el presidente Zuma acusó a Ngcukaitobi de colusión «irregular» con el vicepresidente del Tribunal Supremo Raymond Zondo, que dirigía la Comisión Zondo. En los meses siguientes, Ngcukaitobi se desempeñó como abogado de la Comisión Zondo, en dicho puesto argumentó ante el Tribunal Constitucional que el hecho de que Zuma no compareciera ante la comisión equivalía a desacato al tribunal. Zuma estuvo representado por el ex mentor de Ngcukaitobi, Dali Mpofu. Después de que el Tribunal Constitucional impusiera a Zuma una sentencia de prisión, Ngcukaitobi también representó a la Comisión Zondo para impugnar los nuevos intentos de Zuma de evitar cumplir su sentencia. El político sudafricano Tony Leon, elogió en el periódico Business Day su «espléndida laceración de Zuma» durante este período.
En 2020, Ngcukaitobi, bajo la dirección del abogado defensor Wim Trengove, se desempeñó como abogado del presidente Cyril Ramaphosa en su exitoso intento de revocar el informe de la diputada Busisiwe Mkhwebane sobre la presunta mala conducta de Ramaphosa. El caso llegó al Tribunal Constitucional en apelación. En 2023, Ngcukaitobi representó a diecinueve partidos, encabezados por el Movimiento Democrático Unido (en inglés: United Democratic Movement), en una solicitud que buscaba que el Tribunal Superior de Pretoria declarara inconstitucional el desprendimiento de carga.
En 2023, fue nombrado miembro del equipo legal sudafricano que defendió el caso de Sudáfrica contra Israel con respecto a la Convención sobre Genocidio.

## Jurisprudencia
Ngcukaitobi se ha desempeñado como juez interino en el Tribunal Laboral y en el Tribunal de Reclamaciones de Tierras. En este último puesto, en 2016, dictó sentencia en el caso Msiza contra director general del Departamento de Desarrollo Rural y Reforma Agraria, fallando a favor de un inquilino laboral representado por el Centro de Recursos Legales. Según la Ley de reforma agraria (inquilinos laborales), al inquilino se le había concedido la propiedad de la tierra que él y su padre habían ocupado durante seis decenios; el asunto se refería a una disputa sobre el monto de la compensación que debía pagarse al antiguo propietario del terreno. El artículo 25 de la Constitución exigía que se pagara una compensación «justa y equitativa», pero Ngcukaitobi se apartó de la jurisprudencia existente al dictaminar que esta disposición no requería una compensación equivalente al valor de mercado de la tierra. Ordenó que se pagara una indemnización de 300 000 rands por debajo del valor de mercado tasado del terreno. El Tribunal Supremo de Apelaciones anuló la sentencia en 2017 y ordenó una indemnización equivalente al valor de mercado; Dijo que la deducción de 300 000 rands del valor de mercado fijada por Ngcukaitobi era arbitraria y que la valoración del valor de mercado de una propiedad, calculada por un experto estatal, ya tenía en cuenta cuestiones de justicia y equidad.
Como juez en funciones del Tribunal Superior del Cabo Oriental en 2021, Ngcukaitobi anuló de forma polémica la condena de Loyiso Coko, que había sido condenado a diez años de prisión por violar a su novia en julio de 2018. Según la sentencia escrita por Ngcukaitobi, él y el juez Nyameko Gqamana dijeron que el tribunal de primera instancia, el Tribunal Regional de Makhanda, se había equivocado al descartar el argumento de Coko de que había «creído genuinamente» que su novia había consentido implícitamente tener relaciones sexuales con penetración; Ngcukaitobi señaló la evidencia de Coko de que el denunciante había sido «un participante igualmente activo» en sus juegos previos, que incluían sexo oral. Tanto la asociación de Abogados de Derechos Humanos como la rama africana de la Comisión Internacional de Juristas expresaron su decepción por la sentencia, el asunto fue visto en apelación ante la Corte Suprema de Apelaciones en 2023. El tribunal de apelaciones anuló la sentencia en abril de 2024.

## Publicaciones
Además de varios artículos académicos, ha escrito dos libros muy bien recibidos sobre derecho agrario y reforma agraria en Sudáfrica:
- The Land Is Ours: South Africa’s First Black Lawyers and the Birth of Constitutionalism (2018) se basa en varios años de investigación y se centra en el despojo histórico de tierras durante el colonialismo y el apartheid, así como en sus vínculos con un constitucionalismo floreciente entre los abogados negros.[1][46]

- Land Matters: South Africa’s Failed Reforms and the Road Ahead (2021), que fue preseleccionado para el Premio Literario CNA del Sunday Times 2022,[47] expone un argumento para reformar las políticas sobre propiedad y ocupación de la tierra.[2][48] Ngcukaitobi ha criticado firme y públicamente el historial del Congreso Nacional Africano en la reforma agraria posterior al final del apartheid.[49][50]

## Servicio público
Ngcukaitobi se desempeñó como comisionado de la Comisión de Reforma Legal de Sudáfrica de 2007 a 2011, designado por el presidente Thabo Mbeki. En septiembre de 2018, el presidente Ramaphosa lo nombró miembro de un panel asesor de expertos formado diez miembros sobre políticas de reforma agraria, presidido por Vuyo Mahlati y encargado de apoyar al Comité Interministerial sobre Reforma Agraria del vicepresidente David Mabuza. Al año siguiente, durante una polémica reunión en junio de 2019, fue elegido presidente de la convocatoria de su alma mater, que para entonces había sido reestructurada como Universidad Walter Sisulu.
En octubre de 2022, tras consultar con los partidos políticos, el presidente Ramaphosa nombró a Ngcukaitobi miembro de la Comisión del Servicio Judicial, donde reemplazó a Doris Tshepe. Los partidos de la oposición Alianza Democrática y el Partido Demócrata Cristiano Africano celebraron su nombramiento, mientras que el Frente de la Libertad Plus planteó «algunos interrogantes» pero no se opuso formalmente. En enero de 2023, fue nombrado miembro a tiempo parcial del Tribunal de Competencia de la Comisión de Competencia, con efecto a partir de abril de 2023. En julio de ese mismo año, rechazó una nominación para presentarse como candidato para reemplazar a Busisiwe Mkhwebane como Protector Público.